# 지각해일
지각해일(地殼津波)은 지구형 행성등에 거대한 운석이 충돌했을 때, 지각이 우주 공간에 방출되어 해일처럼 빠른 속도로 지표를 전해지 현상이다. 그러나 이것은 어디 까지나 가설이다.